# Knipsand
Knipsand (på dansk også Knibsand, på tysk Kniepsand og på nordfrisisk a Kniip) er en op til 1,5 kilometer bred og 15 kilometer lang sandbanke vest for den nordfrisiske ø Amrum. Sandbanken har et samlet areal på cirka 10 km². Knipsandet blev som regel ikke oversvømmet ved højvande og kaldes derfor for et højsand.
Sandbankens navn er afledt af det amrumfrisiske ord kniap for knibe. Sandet blev første gang nævnt på et søkort fra 1585 som Ameren bor (altså som Amrum barriere). Nordvest for sandet strækker sig prilen Fartrap Dyb og sandbankerne Teknob, Hørnum Sand og Holtknobs.
Indtil 1960'erne var Knipsandet endnu adskilt fra øen gennem en mindre pril. Indtil 1940 befandt sig nord for Nordtorp den såkaldte kniphavn, hvorfra færgen til Hørnum på Sild afgik. Havnen blev på grund af tilsandingen flere gange flyttet mod nord, indtil den helt blev lukket. Nu ligger sandbanken direkte foran øens vestkyst og går umiddelbart over til øens sandklitter. Sandbanken fungerer her som naturlig beskyttelse mod stormfloder og leverer større mængder sand for opbygning af klitbælterne. I løbet af de kommende århundreder ventes, at sandbanken vandrer videre til Amrum Odde på øens nordlige spids. Største del af Knipsand fungerer i dag som badestrand. En del af arealet tjener også som yngleområde for en række vadefugle.